# OpenSUSEプロジェクト
openSUSEプロジェクト (英語: The openSUSE project) は、LinuxディストリビューションのopenSUSEの作成、宣伝、改善及び文書化を行うコミュニティプロジェクトである。

## プロジェクト
openSUSEプロジェクトは自由ソフトウェアとそのツールの開発と、openSUSE LeapとopenSUSE Tumbleweedという2つの主要なLinuxディストリビューションの開発を行っている。
このプロジェクトはSUSE、AMD、B1 Systemsなどの企業及び個人によって後援されている。

## 活動
openSUSEプロジェクトはopenSUSEの他にOpen Build Service、KIWI、YaST、openQA、Snapper、Machinery及びPortusなどのLinuxディストリビューションの構築に関連する多くのツールを開発している。
このプロジェクトでは毎年自由ソフトウェアイベントを開催している。
コミュニティの会議はヨーロッパで開催され、サミットはアジアで開催される。

## 運営
プロジェクトはコミュニティによって運営されており、テスター、ライター、翻訳者、ユーザービリティの専門家、アーティスト及び開発者として活動する個人の貢献に依存している。
このプロジェクトは多種多様な技術、様々なレベルの専門知識を持つ人々、様々な言語を話す人々及び様々な文化的背景を持つ人々を受け入れている。
プロジェクト全体を率いるopenSUSE評議会がある。